# شاهزاده کورکود
شاهزاده کورکود، (زاده ۱۴۷۰ آماسیه – اعدام ۱۰ مارس ۱۵۱۳ امت) پسر سلطان بایزید دوم از همسرش نگار خاتون یا گلبهار خاتون بود.
شاهزاده قورقود یا کورکود هم‌چون دیگر شاهزادگان پیشین امپراتوری عثمانی، برای فراگیری آموزه‌های کشورداری، به فرمانداری برخی از مهم‌ترین شهرهای این کشور منصوب گشتند. او ابتدا به فرمانداری آناتولی و بعداً مانیسا منصوب شد. وی حکومت سلیم را پذیرفت اما سلیم به دلیل بی اعتمادی دستور اعدام او را صادر کرد و بعد از نبردی که در کوتاهیا درگرفت قورقود شکست خورد و بعداً اعدام شد.